# 甘殿县
甘殿县，一译干典县，是柬埔寨菩萨省下辖的一个县。
据1998年人口普查，此县共有53,335人。